# Ronan Augé
Pour les articles homonymes, voir Augé.
Ronan Augé, né le 29 avril 2004 à Pau, est un coureur cycliste français.

## Biographie

### Débuts cyclistes et carrière chez les amateurs
Fils de l'ancien cycliste professionnel Stéphane Augé, Ronan Augé commence le cyclisme à l'âge de sept ans. Il pratique d'abord le BMX et le VTT avant de passer aux compétitions sur route,. Formé au club Pau Vélo 64, il quitte ensuite le domicile familial à 16 ans et intègre le Centre Educatif Nantais pour Sportifs. Il rejoint dans le même temps l'équipe junior de l'UC Nantes Atlantique. 
En 2022, il se distingue au printemps en remportant une étape du Trophée Centre Morbihan, manche de la Coupe des Nations Juniors. Il termine également deuxième de La Bernaudeau Junior et d'une étape du Tour de Gironde au niveau international. Après ces bonnes performances, il obtient sa première sélection en équipe de France pour le Saarland Trofeo, où il se classe cinquième d'une étape.

### Carrière professionnelle

#### 2023 - 2024: Continentale Groupama-FDJ
Il passe professionnel en 2023 au sein de l'équipe continentale Groupama-FDJ, réserve de la formation World Tour du même nom. Son directeur sportif Joseph Berlin-Sémon le présente comme un coureur polyvalent, dont le domaine de prédilection reste à définir. Ronan Augé ne délaisse pas pour autant ses études en débutant une licence de sociologie. Principalement équipier, il parvient tout de même à terminer septième du Grand Prix de la ville de Pérenchies. 
L'année suivante, il se classe deuxième de la dernière étape du Tour de Roumanie, derrière son coéquipier Lewis Bower. Il finit par ailleurs troisième du Grand Prix de Nogent-sur-Oise, cinquième d'une étape de la Ronde de l'Oise ou encore douzième d'une étape du Tour de Grande-Bretagne.

#### 2025 -: CIC U Nantes
Il change de formation en 2025 et s’engage avec l’équipe continentale CIC U Nantes.

## Palmarès
- 2022
  - 3e étape du Trophée Centre Morbihan
  - 2e de La Bernaudeau Junior
- 2024
  - 3e du Grand Prix de Nogent-sur-Oise